# Нікотинамід
Нікотинамі́д (Nicotinamide, 3-Піридинкарбоксамід, Амід нікотинової кислоти, ) - форма вітаміну В3. Розчинна у воді сполука з формулою C6H6N2O, яка була відкрита в 1935-1937 роках. В чистому вигляді існує у вигляді кристалічного порошку з гірким смаком,без запаху та білого кольору. Міститься в їжі та вводиться в дієту якості добавки. Приймається орально(через рот) та допомагає в лікуванні пелагри(нестача нікотинової кислоти);і хоча нікотинова кислота може бути використана для лікування пелагри, використання нікотинаміду дозволяє уникнути почервоніння на шкірі,вазоділатацію(розширення судин) та блювоти.Нікотинова кислота також частіше викликає алергії у помірних дозах,порівняно з нікотинамідом,тому перевагу надають саме другому.Його додають в креми для лікування акне, клінічні дослідження показали позитивний вплив нікотинаміду на почервоніння шкіри,втрату колагену,гіперпігментацію. Певні дози аміду нікотинової кислоти знижують ризик розвитку меланоми.
Рекомендована доза вітаміну В3 для здорової людини- 0.3 мг на кг ваги на день. Для людини в предіабетичному або діабетичному стані - 25-50 мг на кг ваги на день. Можна чітко спостерігати, що для приймання нікотинаміду в лікувальних цілях токсикологічна перевірка є необхідністю.
Нозологічна класифікація (МКХ-10)

## Фізичні властивості
Структуа нікотинаміду складається з піридного кільця, до якого в мета позиції приєднана первинна амідна група. По суті, це просто амід нікотинової кислоти.Активно вступає в реакції з електрофільним приєднанням та трансформацією його двух функціональних груп.Структура сполуки була взначена двох- та трьохвимірним Х-променевим способом.

## Хімічні властивості
Як описувалось раніше, нікотинамід вступає в реакції з електрофільним приєднанням/заміщенням. Прикладом такої реакції є препарація 2-хлоронікотиннітрилу (нижче).
Нікотинамід, як частина кофактора нікотинамід-аденіндинуклеотиду (NADH / NAD+), має вирішальне значення для життя. У клітинах нікотинамід включається в NAD+ і нікотинамід-аденіндинуклеотидфосфат (NADP+). NAD+ і NADP+ є кофакторами в широкому спектрі ферментативних окисно-відновних реакцій, зокрема, гліколізу,циклу трикарбонових кислот і ланцюга транспорту електронів. Людський організм може виробляти NAD+ з амінокислоти триптофану та ніацину без вживання нікотинаміду.

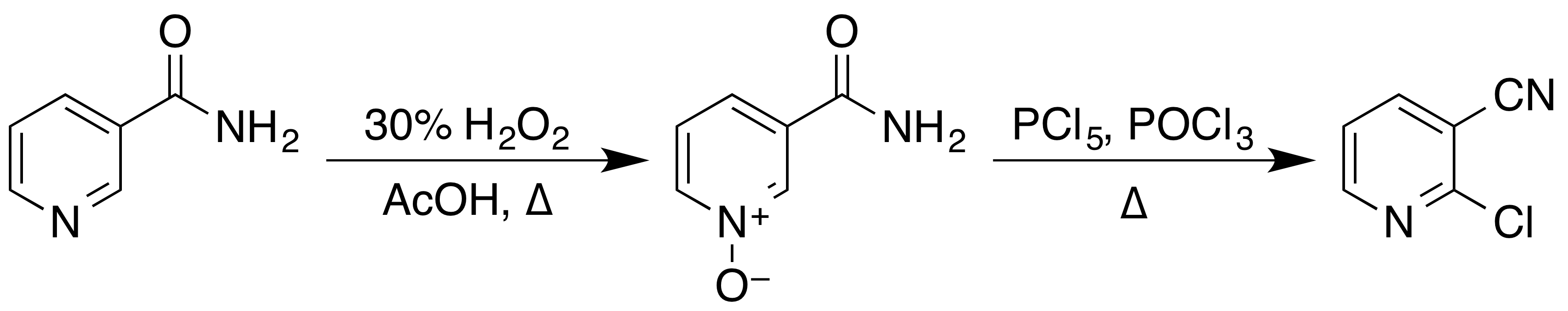
Бачимо, нікотинамід окислений перекисом водню. Через нуклеофільне ароматичне заміщення,з використанням фосфору пентахлориду та фосфору оксихлориду, отримуємо наш продукт.

Nam і є нікотинамідом

NADH - окислена форма NAD^{+}, з нікотинамідом виділеним червоним

NAD+ діє як переносник електронів, який опосередковує взаємоперетворення енергії між поживними речовинами та енергетичною валютою клітини - аденозинтрифосфатом (АТФ). В окисно-відновних реакціях активною частиною кофактора є нікотинамід. У NAD+ азот ароматичного нікотинамідного кільця ковалентно зв'язаний з аденіндинуклеотидом. Формальний заряд азоту стабілізується спільними електронами інших атомів вуглецю в ароматичному кільці. Коли до NAD+ додається атом гідриду з утворенням NADH, молекула втрачає свою ароматичність, а отже, і значну стабільність. Цей високоенергетичний продукт згодом вивільняє свою енергію з вивільненням гідриду, а у випадку електронного транспортного ланцюга він бере участь в утворенні аденозину.

## Фармакологічна дія
Ліквідує дефіцит вітаміну PP (B3), як і ніацин (нікотинова кислота). 
Субстратно стимулює синтез нікотинамідаденіндинуклеотиду (НАД) і нікотинамідаденіндинуклеотидфосфату (НАДФ). У вигляді НАД і НАДФ акцептує та переносить протони в численних окислювально-відновлювальних реакціях, забезпечуючи нормальний хід багатьох видів обміну, в т.ч. енергетичного.
Позитивно проявив себе в радіотерапії пухлин голови,шиї та сечового міхура. Пацієнтам дають високі дози препарату за 1 годину до радіотерапії. Припускають, що препарат позитивно діє за рахунок підвищення кровообігу в районі пухлини.
Нікотинамід також активно застосовують для лікування діабету першого типу. Люди, які мають високі шанси на розвиток діабету першого типу, також можуть отримувати високі дози препарату за порадою лікаря.
Також цим препаратом лікують ентероколіт та захворювання печінки,серця та шлунку.

## Протипоказання
Гіперчутливість, тяжкі форми артеріальної гіпертензії, стенокардія.

## Побічні прояви
І хоча амід нікотинової кислоти викликає побічні ефекти рідше , порівняно з нікотиновою кислотою, вони все ж є :
- почервоніння шкіри
- еритема обличчя
- подразнення в роті
- тупий головний біль
- нудота ( з радіотерапією ) - 17-65%
- нудота ( без радіотерапії ) - 1,5%
- неможливість сфокусувати погляд
- слабкість
- сухе волосся

Всі симптоми розташовані від найбільш вірогідних до найменш вірогідних (згори донизу).
Великі дози нікотинаміду викликають алергію.